# Варяг (бронепалубен крайцер)
Вижте пояснителната страница за други значения на Варяг.
Варяг (на руски: Варя́г) е бронепалубен крайцер от 1-ви ранг на 1-ва Тихоокеанска ескадра на Руския императорски флот в периода 1901 – 1904 г. Участник в сражението при Чемулпо. Своето название новият кораб получава от корветата „Варяг“, влизаща в състава на Атлантическата ескадра на контраадмирал С. С. Лесовский, която посещава САЩ през септември 1863 г.

## История
Крайцерът е заложен през 1898 г. Строителството се води във Филаделфия на стапелите на фирмата William Cramp and Sons. През 1900 г. корабът е предаден в състава на Военноморския флот на Руската империя и през 1901 г. влиза в строй.
По време на строителството на крайцера един от членовете на екипажа – фелдшера Лев Александров – заявява, че няма отношение към военноморските сили на Руската империя и желае да стане гражданин на САЩ, по-късно Върховният съд на САЩ все пак решава, че в този случай следва да влезе в сила договорът между Руската империя и Съединените американски щати от 1832 г., позволяващ връщането в държавите, участници в договора, на техни поданици (граждани), дезертирали от военни или търговски съдове.
След влизането в състава на флота на Русия „Варяг“ се базира в Порт Артур. Някои изследователи, също и командирът на крайцера Всеволод Фьодорович Руднев утвърждават, че слабата ремонтна база и изначално неудачната конструкция на котлите „Никлос“, а също и съществени дефекти, допуснати при строителството, водят до това, че вече след няколко години служба „Варяг“ не може да постигне скорост над 14 възела, което практически обезсмисля всички негови преимущества. И следствие на това са правени обсъждания за връщане на кораба при строителя му за ремонт. Но на изпитания през есента на 1903 г. „Варяг“ развива скорост, практически равна на показаната на първоначалните изпитания. Котлите „Никлос“ много години изправно работят на канонерската лодка „Храбрий“; броненосецът „Ретвизан“, построен също от фирмата на Ч. Крамп, също няма големи проблеми със същите котли, а в оправдателните отчети на Руднев има много неточности.

## Битката при Чемулпо
От началато на януари 1904 г. крайцерът „Варяг“ и канонерската лодка „Кореец“ се намират в неутралното корейско пристанище Чемулпо на разположение на руското посолство в Сеул; в Чемулпо също има кораби на други страни (Англия, Франция, САЩ и Италия).
На 8 февруари 1904 г. японска ескадра под командването на контраадмирал Сотокити Уриу (2 броненосни крайцера „Асама“ и „Чиода“, 4 бронепалубни крайцера „Нанива“, „Ниитака“, „Такачихо“, „Акаши“; 8 миноносеца) блокира Чемулпо, имайки за цел да прикрива стоварването на десант (около 2 хил. души) и да не допусне намеса на „Варяг“. В същия ден „Кореец“ отплава за Порт Артур, но с излизането си от порта е атакуван от миноносците (по него са изстреляни две торпеда, които не уцелват целта), след което се връща на рейда. Японските кораби успешно стоварват десанта, руските не им пречат.
На 9 февруари капитанът на „Варяг“ Всеволод Руднев получава от Уриу ултиматум: до 12 часа да напусне порта, иначе руските кораби ще бъдат атакувани на рейда. Руднев решава да пробие блокадата с бой и да се насочи към Порт Артур, а в случай на неуспех да взирви корабите. По пладне „Варяг“ и „Кореец“ отплават от Чемулпо. При излизането от порта руските кораби са посрещнати от японската ескадра, заела позиции зад остров Пхамилдо.
Боят продължава в течение на час. За това време „Варяг“, съгласно рапорта на неговия командир, изстрелва по противника 1105 снаряда, „Кореец“ – 52 снаряда (всъщност калкулацията за броя снаряди, извлечени от корпусите на корабите след изваждането им от японците, свидетелства за съществено завишение на тези цифри). Съгласно рапорта на командира на „Варяг“, от огъня на крайцера е потопен един миноносец и е повреден крайцерът „Асама“, а крайцерът „Такачихо“ след боя потъва; противникът предположително губи около 30 души убити. Официалните японски източници и архивните документи не потвърждават нито броя на попаденията в японските кораби, нито за наличие на каквито и да било загуби.

## Повредите, получени в хода на боя, и човешки загуби
В хода на боя крайцерът „Варяг“ получава следните повреди:
- разбита е далекомерна станция № 1;
- ударени са 6-дюймовите оръдия № 3, IX, XII, 75-мм оръдие № 21, 47-мм оръдия № 27 и № 28;
- унищожена е далекомерна станция № 2;
- ударени са оръдия № 31 и № 32;
- в негодно състояние са всичките 47-мм оръдия;
- повредени са пет 6-дюймови оръдия;
- седем 75-мм оръдия са повредени в накатниците и компресорите;
- прекъсната е тръбата, през която минават всички рулеви трансмисии;
- почти е отнесен бойният грот-марс;
- намерени са 4 подводни пробойни;
- разрушено е горното коляно на третия комин;
- разбити са всички вентилатори;
- разрушено е командирското помещение;
- други многобройни малки повреди.

Човешки загуби:
- Убит е далекомерният офицер мичман граф Нирод и 38 нисши чина;
- ранени са 3 офицера (тежко – мичман Губонин, леко – мичманите Лабода и Балк) и 70 нисши чина;
- контузен и ранен в главата е командирът, капитан 1-ви ранг Руднев.

За това на общо събрание на офицерите на крайцера е взето решението да се потопи корабът, за да не попадне в ръцете на врага.
На „Кореец“ няма пострадали. След преместване на екипажа на неутрални кораби, „Варяг“ е потопен чрез отваряне на кингстоните, а „Кореец“ е взривен. Също е потопен и руският параход „Сунгари“.
След руско-японската война японското правителство създава в Сеул музей в памет на героите от „Варяг“ и награждава Руднев с Ордена на Изгряващото слънце.

## Военни почести в Русия
След сражението 24 ранени руски моряка са на лечение в Чемулпо, двама от тях умират. Още 11 ранени са приети за лечение на чуждите кораби. След това екипажите на руските кораби са качени на чужди съдове и след даване на гаранции за неучастие в последващи бойни действия, през неутрални пристанища се връщат в Русия. В Одеса с парахода „Малайя“ на 19 март 1904 г. пристига първата група матроси и офицери, на брой около 300 души, а третата, и последна, група – пристига на 6 април. Всичко в Одеса слизат 30 офицера и 600 матроса от крайцера „Варяг“ и канонерската лодка „Кореец“, 55 матроса от кораба „Севастопол“ и 30 казака от Задбайкалската казашка дивизия, охраняващи руската мисия в Сеул. От Одеса на руски кораби са транспортирани в Севастопол, а оттам по линията Московско-Курската железопътна линия в Петербург, през Симферопол, Москва и други градове. По целия маршрут на моряците е оказван тържествено и трогателно посрещане.
На 16 април 1904 г. те пристигат в Санкт Петербург и, под строй, маршируват от Николаевската гара до площада на Зимния дворец. Тук моряците-герои са приветствани от императора Николай II. Всички са поканени на тържествен обяд в двореца, където по този случай са приготвени специални прибори, които след тържеството остават за моряците. Всички матроси от „Варяга“ получават от Николай II юбилейни часовници.

## Последваща съдба на крайцера
През 1905 г. „Варяг“ е изваден от японците, ремонтиран и въведен в строй на 22 август, като крайцер 2-ри ранг с името „Соя“ (на японски: 宗谷 по японското име на пролива на Лаперуз). Над седем години той се използва от японците за учебни цели. В чест на подвига на руските моряци названието „Варяг“ на кърмата е оставено и при на борда е добавен надпис: „На този кораб ние ще ви учим, как следва да обичате своята Родина“. От 14 март по 7 август 1909 г. крайцерът плава в поход към Хавайски острови и Северна Америка за отработка на навигацията в условията на далечно плаване и обучение на офицерския състав. Подобни походи крайцерът има до 1913 г.
След изваждането на „Варяг“ и ремонта му в Япония неговият щурвал е предаден на флагмана на японския флот – броненосеца „Микаса“. „Микаса“ е превърнат в кораб музей, като е показван и предполагаемият щурвал на „Варяг“, но външният му вид по-скоро говори, че вероятно това е щурвалът на руския параход „Сунгари“.

## Завръщане под руски флаг
По време на Първата световна война Руската империя и Япония са съюзници. През 1916 г. крайцерът „Соя“ (заедно с броненосците „Сагами“ и „Танго“) е изкупен от Русия. На 4 април японският флаг е спуснат и на 5 април 1916 г. крайцерът е преведен във Владивосток, след което вече с предишното си име – „Варяг“ е включен в състава на флотилията на Северния Ледовит океан (извършва преход от Владивосток в Романов-на-Мурмане) в състава на Отряд съдове с особено преназначение под командването на контраадмирал Анатолий Иванович Бестужев-Рюмин.
През февруари 1917 г. крайцерът отива за ремонт във Великобритания, където е конфискуван от британците, тъй като съветското правителство отказва да плаща дълговете на Руската империя. През 1920 г. корабът е продаден на германски фирми за скрап. През 1925 г. при буксиране кораба попада в щорм и потъва до брега в Ирландско море. Част от металните конструкции е веднага свалена от местните жители. Впоследствие останките са взривени.
- Аверс на мемориалната дъска на мемориала на „Варяг“ в Лендалфут, Шотландия
- Реверс на мемориалната дъска на мемориала на „Варяг“ в Лендалфут, Шотландия
- Аверс на паметника на мемориала на „Варяг“ в Лендалфут, Шотландия
- Котва при мемориала на „Варяг“ в Лендалфут, Шотландия

През 1954 г., по случай 50-годишнина от подвига при Чемулпо, е прието постановление на Президиума на ЦК на КПСС за награждаване и предоставяне на пенсии на ветераните от крайцера „Варяг“. Главкома на ВМФ на СССР Н. Г. Кузнецов лично награждава петнадесет ветерана с медали „За храброст“:
1. Бакалов, Василий Фьодотович
2. Войцеховский, Адолф Доминикович
3. Залидеев, Дмитрий Степанович
4. Крилов, Степан Давидович
5. Кузнецов, Прокофий Максимович
6. Крутяков, Василий Иванович
7. Капленков, Иван Ефимович
8. Калинкин, Макар Евдокимович
9. Кузнецов, Александър Илич
10. Мазурец, Лукян Григориевич
11. Поликов, Пьотр Егорович
12. Семцонов, Фьодор Фьодорович
13. Чибисов, Тихон Прокофиевич
14. Шкатник, Андрей Иванович
15. Ярославцев, Иван Фьодорович.

По-късно с ордени и медали са наградени още 139 ветерана – моряци от „Варяг“ и „Кореец“. По време на тържествата е обнародована заповедта на Кузнецов за присвояване на името „Варяг“ на строящия се крайцер от проект 68-бис. След идването на власт на Никита Хрушчов, всички строящи се артилерийски крайцери са разглобени за скрап. Същото се случва и с новия „Варяг“. Едва през 1965 г. в състава на Тихоокеанския флот влиза ракетният крайцер от проект 58 „Варяг“, служил там от 1965 до 1990 г.
През 2003 г. е първата руска експедиция на водолази в района на отломките, извадени са някои дребни детайли. Сред гмуркачите е и внукът на капитан Руднев, живеещ във Франция.
На 13 юли 2009 г., след преговори с корейската страна, които продължават над шест години, Русия получава под наем за девет месеца реликви, свързани с подвига на крайцера „Варяг“ и канонерската лодка „Кореец“. По-рано експонатите се намират във фондовете на общинския музей на корейския град Инчхон. На 25 юли, в навечерието на Деня на Военноморския флот, експозицията на пътуващата изложба „Крайцерът „Варяг“. Завръщане на реликвите“ е открита в държавния Ермитаж. Впоследствие изложбата е в Москва, Мурманск, Североморск, Калининград, Владивосток, Петропавловск Камчатски и на базите на Черноморския флот на Русия.
На 11 ноември 2010 г. в присъствие на президента на РФ Дмитрий Медведев кметът на Инчхон предава на руски дипломати гюйса на крайцера „Варяг“ за временно съхранение за две години с право за продължаване на срока. Церемонията преминава в посолството на Русия в Сеул. През 2012 г. Русия официално моли Южна Корея за продължаване на срока с десет години.

## Кораби, наречени в чест на „Варяг“
През 1954 г., по случай 50-летието от подвига при Чемулпо, е обнародована заповедта на Кузнецов за присвояване на името „Варяг“ на строящия се крайцер от проект 68-бис. След идването на власт на Никита Хрушчов всички строящи се артилерийски крайцери са разкомплектовани за метал. Същото засяга и „Варяг“. Едва през 1965 г. в състава на Тихоокеанския флот влиза ракетният крайцер от проекта 58 „Варяг“, който служи от 1965 до 1990 г. От 1990 до 1993 година името „Варяг“ носи самолетоносачът от проект 1143.6. От 1996 година името наследява ракетният крайцер „Варяг“ от проект 1164, флагман на Тихоокеанския флот на Русия.

## Офицери и чиновници на крайцера
- Командири:
  - 02.01.1901 – 01.03.1903 – капитан 1-ви ранг Владимир Йосифович Бер
  - 01.03.1903 – 27.01.1904 – капитан 1-ви ранг Всеволод Фьодорович Руднев
- Старши офицери:
  - 02.01.1902 – 24.10.1902 – лейтенант (от 06.12.1901 капитан 2-ри ранг) Евгений Карлович Крафт
  - 13.10.1902 – 27.01.1904 – лейтенант (от 01.01.1904 капитан 2-ри ранг) Вениамин Василиевич Степанов
- Старши минни офицери:
  - 02.01.1901 – 29.01.1903 – лейтенант Сергей Степанович Долгобородов (преведен на миноносеца „Беспощадный“)
  - 28.01.1903 – 27.01.1904 – лейтенант Роберт Иванович Берлинг (преведен от ескадрения броненосец „Севастополь“)
- Младши минни офицери:
  - 28.08.1901 – 21.03.1902 – лейтенант Роберт Иванович Берлинг (преведен от ескадрения броненосец „Синоп“, а след това – на ескадрения броненосец „Севастополь“)
  - 22.03.1902 – 15.05.1902 – лейтенант Николай Исхакович Зенилов (преведен от крайцера „Рюрик“, а след това обратно)
  - xx.07.1902-xx.xx.1902 – лейтенант Всеволод Константинович Прокопович
  - 02.03.1903 – 20.04.1903 – лейтенант Пьотр Владимирович Муравьов (преведен от миноносеца „Боевой“)
  - 06.06.1903 – 22.07.1903 – лейтенант Фьодор Михайлович Елчанинов (преведен от миноносеца „Грозовой“)
- Старши артилерийски офицери:
  - 02.01.1901 – 10.03.1901 – капитан от КМА Владимир Иванович Петров
  - 12.07.1901 – 09.11.1901 – лейтенант Александър Михайлович Пишнов
  - 09.11.1901 – 06.12.1902 – лейтенант Отон Отонович Рихтер
  - 06.12.1902 – 27.01.1904 – лейтенант Сергей Валериянович Зарубаев (преведен от канонерската лодка „Отважный“)
- Младши артилерийски офицери:
  - 02.01.1901 – 05.06.1901 – лейтенант Отон Отонович Рихтер
  - 29.09.1901 – 07.10.1902 – лейтенант Сергей Валериянович Зарубаев (преведен на канонерската лодка „Отважный“)
- Старши щурмански офицери:
  - 02.01.1901 – 11.12.1902 – лейтенант Сергей Дмитриевич Свербеев (преведен на ескадрения броненосец „Петропавловск“)
  - xx.12.1902 – 27.06.1903 – лейтенант Георгий Михайлович Рклицкий
  - 30.06.1903 – 06.07.1903 – лейтенант Михаил Андреевич Беренс (преведен от канонерската лодка „Отважный“, а след това на канонерската лодка „Гиляк“)
  - 24.07.1903 – 29.08.1903 – лейтенант Михаил Андреевич Беренс (преведен от канонерската лодка „Гиляк“)
  - 29.08.1903 – 13.09.1903 – лейтенант Евгений Андреевич Беренс (преведен от крайцера 2-ри ранг „Забияка“, а след това на крайцера „Палада“)
  - 19.09.1903 – 27.01.1904 – лейтенант Евгений Андреевич Беренс (преведен от крайцера „Палада“)
- Младши щурмански офицери:
  - 02.01.1901 – 01.06.1901 – мичман Анатолий Петрович Екимов (преведен във вахтен началник)
  - 26.07.1901 – 16.08.1902 – мичман Николай Иванович Черниловский-Сокол (преведен от минния крайцер „Посадник“, след това назначен за и.д. ревизор)
  - 01.01.1903 – 27.01.1904 – мичман граф Алексей Михайлович Нирод (преведен от вахтените началници)
- Вахтени началници:
  - 02.01.1901 – 28.06.1901 – лейтенант Иван Иванович Назимов (преведен на крайцера „Генерал-адмирал“)
  - 02.01.1901 – 11.06.1902 – мичман Александър Владимирович Кованко (преведен на минния транспорт „Енисей“)
  - 02.01.1901 – 14.03.1903 – лейтенант Анатолий Юриевич Постелников (преведен на канонерската лодка „Отважный“)
  - 07.05.1901-xx.xx.1902 – лейтенант Людовик Карлович Твермес (преведен на крайцера „Громобой“)
  - 01.06.1901 – 08.01.1903 – мичман Анатолий Петрович Екимов (преведен от младшите щурмански офицери, а след това на минния транспорт „Енисей“)
  - 18.07.1901 – 03.03.1902 – лейтенант Сергей Леонидович Хмельов (преведен на миноносеца №51, а след това на минния крайцер „Всадник“)
  - 03.04.1902 – 01.05.1902 – лейтенант Сергей Леонидович Хмельов (преведен от минния крайцер „Всадник“, а след това на миноносец №205)
  - 07.06.1902 – 19.08.1902 – лейтенант Сергей Леонидович Хмельов (преведен от миноносец №205, а след това на миноносеца „Бдительный“)
  - 14.10.1902 – 01.01.1903 – мичман граф Алексей Михайлович Нирод (преведен в младшите щурмански офицери)
  - 21.10.1902 – 03.07.1903 – мичман Василий Михайлович Соймонов (преведен на миноносеца „Сердитый“)
  - 22.10.1902 – 11.12.1902 – мичман Александър Владимирович Кованко (преведен от минния транспорт „Енисей“)
  - 01.01.1903 – 20.04.1903 – мичман Андрей Андреевич Деливрон (преведен от миноносеца „Бесшумный“)
  - 08.01.1903 – 20.04.1903 – мичман Георгий Иванович Рубец (преведен от ескадрения броненосец „Пересвет“)
  - 28.01.1903 – 15.04.1903 – мичман Евгений Дмитриевич Коптев
  - 22.05.1903 – 10.06.1903 – лейтенант Евгений Андреевич Беренс (преведен от миноносеца „Властный“, след това – на крайцера 2-ри ранг „Забияка“)
  - 22.05.1903 – 01.09.1903 – лейтенант Александър Александрович Кашерининов (преведен от миноносеца „Внушительный“, а след това – на миноносеца „Внимательный“)
  - 11.06.1903 – 30.07.1903 – мичман Яков Михайлович Пишнов (преведен от канонерската лодка „Бобр“)
  - 21.06.1903 – 11.10.1903 – мичман Алексей Константинович Пилкин (преведен от миноносеца „Внимательный“, след това на крайцера 2-ри ранг „Разбойник“)
  - 15.10.1903 – 27.01.1904 – мичман Пьотр Николаевич Губонин
  - 15.10.1903 – 27.01.1904 – мичман Дмитрий Павлович Ейлер
  - 21.10.1903 – 27.01.1904 – мичман Александър Николаевич Шилинг (преведен от миноносеца „Грозовой“)
  - 28.10.1903 – 27.01.1904 – мичман Василий Александрович Балк
  - 16.11.1903 – 27.01.1904 – мичман Александъ Александрович Лобода
- Старши корабен механик:
  - 02.01.1901 – 27.01.1904 – помощник на старшия инженер-механик Николай Григориевич Лейков
- Младши корабни механици:
  - 02.01.1901 – 01.07.1901 – младши инженер-механик Владимир Николаевич Роднин (преведен към минните механици)
  - 21.07.1901 – 08.01.1903 – младши инженер-механик Хенрих Фридрихович Сейпел (преведен от броненосеца на бреговата отбрана „Не тронь меня“, а след това на ескадрения броненосец „Петропавловск“
  - 15.02.1903 – 23.02.1903 – младши инженер-механик Владислав Владиславович Пиоулский (преведен на крайцера „Рюрик“)
  - 19.10.1903 – 27.01.1904 – младши инженер-механик Сергей Сергеевич Спиридонов
- Минни механици:
  - 01.07.1901 – 11.06.1902 – младши инженер-механик Владимир Николаевич Роднин (преведен от младшите корабни механици, а след това на пристанищния кораб „Силач“
  - 11.07.1902 – 19.05.1903 – младши инженер-механик Михаил Андреевич Куличенко (преведен на канонерската лодка „Гремящий“)
  - 16.11.1903 – 27.01.1904 – младши инженер-механик Николай Владимирович Зорин
- Трюмен механик:
  - 02.01.1901 – 27.01.1904 – младши инженер-механик Яков Саввич Солдатов
- Старши корабни лекари:
  - 02.01.1901 – 21.05.1903 – колежски съветник Август Августович Зорт
  - 16.06.1903 – 27.01.1904 – колежски съветник Михаил Николаевич Храбростин
- Младши корабни лекари:
  - 02.01.1901 – 17.06.1901 – лекар (от 25.01.1901 колежски асесор) Александър Александрович Жук
  - 01.07.1901 – 14.11.1903 – титулярен съветник Владимир Андреевич Андреев
  - 01.11.1903 – 27.01.1904 – лекар Михаил Лаврентиевич Банщиков (преведен от крайцера „Диана“)
- Шкипери:
  - 02.01.1901-xx.xx.1902 – титулярен съветник Константин Михайлович Ладанов
  - 01.03.1903 – 27.01.1904 – титулярен съветник Дмитрий Сергеевич Барсуков
- Комисар:
  - 02.01.1901 – 27.01.1904 – колежски секретар Андрей Филимонович Денисов
- Машинен завеждащ
  - 02.01.1901 – 27.01.1904 – титулярен съветник Фьодор Андрианович Маркелов
- Свещенослужители
  - 02.01.1901 – 06.10.1902 – йеромонах о. Васиан
  - 06.10.1902 – 27.01.1904 – свещеник Михаил Иванович Руднев

## Монументи и паметни плочи в чест на членовете на екипажа на крайцера
Паметта на загиналите моряци е увековечена с монумента в Морското гробище на Владивосток. Във Владивосток има улица с име „Героите от „Варяг““.
Паметници на капитана на крайцера Всеволод Руднев са поставени в Тула, Новомосковск и село Савино в Заокски район на Тулска област, а в Хабаровск е поставена паметна плоча с бюст на Руднев на улицата, носеща неговото име.
На 10 февруари 2004 г., в чест на столетието от историческото морско сражение, в южнокорейския порт Инчхон са открити паметна плоча и паметник. Плочата се намира на сградата на бившата болница на Червения кръст, където се лекуват моряците, получили раняване в хода на боя. Паметника е въздигнат на крайбрежната алея на Инчхон и представлява камък със самотно лежаща на него руска моряшка шапка. Автор на монумента е заслужения скулптор на Русия Андрей Владимирович Балашов.
На мястото на потъване на крайцера, на брега на залива Фърт ъф Клайд до шотландското село Лендалфут, на 30 юли 2006 г. е поставена паметна плоча. На 8 септември 2007 г. там е поставен и паметник.
В село Вутабоси, Канашки район, Чувашия на сградата на църквата Свети Пророк и Кръстител Йоан е съхранена една мемориална плоча „В този дом е живял участникът в руско-японската война 1904−1905 г. комендорът от крайцера „Варяг“ Зиновиев, Канон Зиновиевич“.
В селото Монастирщина в Оричевския район на Кировска област е поставена мемориална дъска на зданието на дома на културата, посветена на героя от крайцера „Варяг“ подпоручик Георгий Константинович Поглазов.
В районния център Любинский на Омска област е открит паметник на огняра на „Варяг“ Ф. Е. Михайлов.
В град Ростов на Дон на Братското гробище е съхранен гробът на матроса от крайцера „Варяг“ Иван Ефимович Капленков, на който са написани имената му, годините живот и кратка информация за участието му в сражението.
В Республика Молдова, в село Чучуля на Глоденски район, на територията на гробището има паметник на матроса от „Варяг“ Дмитрий Марк, участвал в сражението при Чемулпо.
На Донското гробище в Ярославъл е съхранен гроб с надпис: „Шестаков, Михаил Илич, 1875 – 1940, матрос от „Варяг““.
През юли 2012 г. в град Славута (Украйна) от ветерани на флота е поставен паметник на гроба на матроса на крайцера „Варяг“, участник в боя при Чемулпо Адолф Доминикович Войцеховски.
През юли 2018 г. в селото Вертуновка, Бековски район на Пензенска област, е поставен паметник на матроса и санитар от крайцера „Варяг“ Пьотр Спиридонович Сшивнов, участник в сражението при Чемулпо.
В Централния военноморски музей има експозиция: "Руско-японската война 1904 – 1905 г. Боят на крайцера „Варяг“.

## Образът на крайцера в културата
- На подвига на екипажите на крайцера „Варяг“ и канонерската лодка „Кореец“ са посветени песните „Врагу не сдаётся наш гордый „Варяг““ и „Плещут холодные волны“ и песента на група „Ария“ „Варяг“..[27]
- През 1946 г. в СССР е заснет художествения филм „Крайцерът „Варяг““. Забележително е, че в ролята на крайцера „Варяг“ е използван крайцерът „Аврора“.[41] За снимките на филма „Аврора“ получава четвърти (фалшив) комин, колкото има на истинския крайцер „Варяг“.
- През 1958 и 1972 г. в СССР са пуснати пощенски марки с изображението на крайцера.[27]
- Подвигът на крайцера е в основата на сюжета на много литературни произведения,[27] в частност, повестта на И. Андреев „Прорыв“ (1985, списание „Искател“).
- През юни 2018 г. във Владивосток преминава премиерата на военноморската симфония „Варяг“ на кипърския композитор Мариос Йоан Елиа.[42]
- През 2018 г. хевиметъл групата „Ария“ представя новият си сингъл „Варяг“ от албума „Проклятието на моретата“ посветен на крайцера.

През 2003 г. експедицията с ръководител журналиста на ВГТРК Алексей Денисов успява да открие точното място на гибел на крайцера в Ирландско море и да открие на дъното неговите отломки. Разказ за това е двусерийния документален филм „Крайцерът „Варяг““, създаден за столетието от битката при Чемулпо. За този филм каналът Россия 1 получава наградата ТЕФИ—2004.

## „Варяг“ в моделизма
Издателството „Орел“ (гр. Херсон, Украина) в журнала „Бумажное моделирование“ № 50 издава картонен модел за сглобяване на кораба в мащаб 1:200. Също така съществува пластмасов сглобяем модел на руската компания „Zvezda“ в мащаб 1/350.

## Галерия
- Руският крайцер „Варяг“ (1901 – 1904)
- През 1904 година
- „Варяг“ и „Кореец“ тръгват на бой, 9 февруари 1904
- Крайцерът след боя, 9 февруари 1904. Вижда се силният крен на левия борд

- Японският крайцер „Соя“ (1907 – 1916)
- Крайцерът „Соя“
- Във Ванкувър, 1909 година
- През 1911 година